# Eryk Mistewicz
Eryk Mistewicz est un conseiller en communication institutionnelle et politique né en 1967 en Pologne.

## Biographie
Il a participé *à plusieurs campagnes électorales en Pologne, France, Suisse et Roumanie. Il est francophone, mais il est ce que les anglophones appellent un « spin doctor ». 
Expert Européen en Management des Échanges Est-Ouest (École Supérieure des Sciences Commerciales d'Angers), Membre du réseau de l'Université Catholique de l'Ouest. Il a participé à l'élaboration de la nouvelle stratégie de communication "marketing narrative", notamment pendant des campagnes en Pologne 2007 et en Roumanie 2008. 
Il est ou a été membre de plusieurs groupes de réflexion influents en l'Europe de l'Est. Intervenant dans de nombreux médias à titre de connaisseur de la politique et des médias, il est également interviewé sur les méthodes de communication de Donald Tusk, Lech Kaczynski, Nicolas Sarkozy, Dmitri Medvedev, Alexandre Loukachenko, Vaclav Klaus, Traian Băsescu. 
Eryk Mistewicz a été l'observateur polonais de Cannes Lions International Advertising Festival en 1998 et 1999. À la demande de Maciej Plazynski, Eryk Mistewicz a ainsi été nommé en Conseil du Président : Délégué à la promotion des perspectives de communication entre l'Union Européenne et la Pologne.
Il a obtenu le Prix de L’Association des Journalistes de la Presse Polonaise en 1995.

## Ouvrages parus
- Encyklopedia Zycia, éd. Reporter, 1990.
- Powodz, éd. WAiF/Forum, 1998.
- Stulecie Polakow. 1900-2000, éd. Archeo, 2000.
- Ksiega Dziesieciolecia, coauteur, 2001.